# 蒙古人種東亞型
蒙古人種東亞型，是一種沒有遺傳學根據的說法，是蒙古人種在中國、日本、朝鲜半島的分支。可分别為北支、中支、南支三種。
北支：有高而窄的臉和鼻子，狹窄，細長的頭骨，身材中高。分為三種亞型：
- 中國亞型：一般身材高而粗壯、面稍闊。
- 朝鲜亞型：一般身材高細、面長而瘦。
- 日本亞型：異於上述兩種亞型，日本亞型較矮，膚色較深，體毛多，有融入一定繩文人血统。